# Embroye
L'Embroye est un ruisseau du département de l'Ardèche, en région Auvergne-Rhône-Alpes, affluent droit du Rhône.

## Géographie
Long de 14,9 km, l'Embroye prend sa source sur les contreforts des Boutières, sur la commune de Boffres, à 720 m d'altitude.
Il descend vers le sud-est pour rejoindre le Rhône au niveau de la limite entre Saint-Georges-les-Bains et Charmes-sur-Rhône, au début de la dérivation du Rhône de Beauchastel, à 104 m d'altitude.

### Communes et cantons traversés
Dans le seul département de l'Ardèche, l'Embroye traverse les quatre communes suivantes, dans trois cantons, de l'amont vers l'aval, de Boffres (source), Toulaud, Saint-Georges-les-Bains à Charmes-sur-Rhône (confluence).
L'Embroye prend sa source dans le canton de Vernoux-en-Vivarais, passe brièvement dans le canton de Saint-Péray, puis termine sa course dans le canton de La Voulte-sur-Rhône. Il passe donc de l'arrondissement de Tournon-sur-Rhône à celui de Privas.

## Affluents
L'Embroye a six affluents référencés :
- Ruisseau de Saint-Loup (rg), 1 km sur la commune de Toulaud ;
- Ruisseau des Vans (rd), 3,9 km sur les communes de Toulaud et Gilhac-et-Bruzac ;
- Ruisseau des Ayes (rg), 1,4 km sur la commune de Toulaud ;
- Ruisseau de la Fez (rd), 2,9 km sur les communes de Saint-Georges-les-Bains et Charmes-sur-Rhône ;
- L'Ozon (rg), 2,5 km sur les communes de Toulaud et Charmes-sur-Rhône ;
- Ruisseau de Seisson (rd), 2,9 km sur les communes de Saint-Georges-les-Bains et Charmes-sur-Rhône.

Le rang de Strahler est donc de deux.

## Hydrologie

### Débit
Une station hydrométrique fonctionne depuis 1984 à Toulaud. Le bassin versant y est de 7,4 km2. Le module y est de 0,12 m3/s, de même que le débit médian - intervalle de confiance = 0,95. Sur les 12306 jours de mesure effectuées le débit journalier maximal est de 12,40 m3/s le 2 décembre 2003 et le débit maximal est de 53,70 m3/s le 4 septembre 2009. Ce jour-là la hauteur a été mesurée à 2,49 m, ce qui constitue la plus haute hauteur mesurée.

### Crues et étiages
Soumis à un régime pluvial cévenol, le ruisseau peut subir de violentes crues en automne, le débit pouvant être 500 fois plus important que le débit moyen.
À l'inverse, le ruisseau est fréquemment à sec au mois d'août.